# Heraclia pardalina
Heraclia pardalina är en fjärilsart som beskrevs av Walker 1896. Heraclia pardalina ingår i släktet Heraclia och familjen nattflyn. Inga underarter finns listade i Catalogue of Life.